# 281105 Dionneross
281105 Dionneross è un asteroide della fascia principale. Scoperto nel 2006, presenta un'orbita caratterizzata da un semiasse maggiore pari a 2,612535 UA e da un'eccentricità di 0,206624, inclinata di 13,708715° rispetto all'eclittica. Ha un diametro di 3,432 km.